# 林衡 (宋朝)
林衡，宋朝政治人物。
林衡曾于1139年接替詹尧可任华亭县知县一职，1143年由杨寿亨接任。